# GrindTec
Die GrindTec ist eine internationale Fachmesse für Schleiftechnik. Sie fand von 1998 bis 2018 im zweijährigen Turnus im Messegelände Augsburg statt und wurde dort von der AFAG Messen und Ausstellungen GmbH ausgerichtet. Nach Absage der Messe im Jahr 2020 aufgrund der Coronalage wechselte die Ausrichtung zu Leipziger Messe und die GrindTec fand erst wieder im Jahr 2023 in Leipzig statt. Fachlicher Träger der Veranstaltung ist der Fachverband Deutscher Präzisions-Werkzeugschleifer. 
2006 stellten 290 Aussteller aus 20 Ländern ihre Produkte dem Fachpublikum vor. Dieses Angebot nutzten über 9300 Besucher. Zur GrindtTec im Jahr 2018 stellten auf der kontinuierlich wachsenden Veranstaltung 643 Unternehmen aus 30 Ländern aus, 19 100 Fachbesucher, davon 39 Prozent aus dem Ausland, informierten sich über Neuheiten und Trends. Im Jahr 2020 musste die inzwischen zur Weltleitmesse der Schleiftechnik gewachsene Veranstaltung aufgrund der Pandemielage (Coronavirus) zunächst vom angestammten Termin im Frühjahr in den Herbst verschoben werden, im Oktober wurde die Messe schließlich für 2020 ganz abgesagt.